# عمر موسى (شاعر)
عمر موسى (بالإنجليزية: Omar Musa)‏ هو شاعر أسترالي، ولد في 9 يناير 1984 في كوينبيان في أستراليا.

## وصلات خارجية
- الموقع الرسمي
- عمر موسى على موقع ميوزك برينز (الإنجليزية)